# إيفلين نوفاك
إيفلين نوفاك (بالكرواتية: Evelin Novak)‏ هي مغنية أوبرا كرواتية، ولدت في 4 يناير 1985 في تشاكوفيتش في كرواتيا.